# Machimus aurentulus
Machimus aurentulus är en tvåvingeart som beskrevs av Becker 1925. Machimus aurentulus ingår i släktet Machimus och familjen rovflugor.
Artens utbredningsområde är Taiwan. Inga underarter finns listade i Catalogue of Life.